# Inozaur
Inozaur (Inosaurus tedreftensis) – dwunożny, mięsożerny dinozaur z podrzędu teropodów (Theropoda), o bliżej niesprecyzowanej pozycji systematycznej (być może spokrewniony z ornitolestem)
Znaczenie jego nazwy - jaszczur z In Tedreft.
Żył w okresie wczesnej kredy (ok. 112-100 mln lat temu) na terenach Afryki. Długość ciała ok. 2 m. Jego szczątki znaleziono w Nigrze.
Znaleziono niewiele kości tego dinozaura, dlatego dokładniej nie klasyfikuje się go, traktując jako bazalnego teropoda.